# سليمو وحريمو (مسلسل)
سليمو وحريمو. مسلسل سوري، من إخراج وتأليف فادي غازي.

## قصة المسلسل
تدور أحداث العمل حول «سليمو» كاتب السيناريو الفاشل، الذي يبحث عن زوجة يتطابق برجها مع برجه، وفي كلّ حلقة هُناك محاولة جديدة لـ «سليمو» في البحث عن نصفه الآخر، ضمن سلسلة من المفارقات الطريفة.

## الممثلون
- عبد المنعم عمايري.
- عهد ديب.
- هدى شعراوي.
- حسام تحسين بيك.
- صفاء رقماني.
- جيني إسبر.
- سوسن ميخائيل.
- ليلى سمور.
- عبير شمس الدين.
- ريم معروف.
- سوسن ميخائيل.
- سوزان سكاف.
- غادة بشور.
- جمال العلي.
- هنوف خربطلي.
- محمد خير الجراح.[1]